# Alticola stoliczkanus
Alticola stoliczkanus és una espècie de mamífer rosegador de la família dels cricètids. Viu a altituds superiors a 4.000 msnm a la Xina, l'Índia i el Nepal. Els seus hàbitats naturals són els boscos temperats, les parts superiors dels boscos de coníferes, els matollars i els herbassars montans. És una espècie en risc mínim, és a dir, no sembla que hi hagi cap amenaça significativa per a la seva supervivència. L'espècie fou anomenada en honor del paleontòleg i zoòleg txec Ferdinand Stoliczka.